# Erik Tretow
Erik Tretow, född 18 oktober 1875 i Landskrona, död 25 mars 1948 i Stockholm, var en svensk provinsialläkare och fackvetenskaplig skribent.
Tretow, som var son till kyrkoherde August Tretow och Ellen Westdahl, blev medicine licentiat vid Karolinska institutet 1904. Han var praktiserande läkare i Göteborg 1906–1911, biträdande hospitalsläkare 1912–1913, läkare vid det svenska krigssjukhuset i Wien 1916, blev andre stadsläkare i Söderhamns stad 1917 och var provinsialläkare i Västerhaninge distrikt 1919–1938.
I sin bok Medicinska anteckningar från 1910 skriver han om diabetes och egna försök med phloridzin, som han testat i sex år efter att utvunnit det från plommonrotsbark. Den gavs via injektion och ökade utsöndringen av glukos i urinen och han hoppas det kan bli ett framtida läkemedel, vilket så småningom hände fast med andra föreningar, som kan ges i tablettform. Hans försök var långt före insulinet som först användes 1922.
Erik Tretow var från 1917 gift med Agnes Meyer (1879–1964), dotter till statsrådet Ernst Meyer. Deras dotter var skådespelaren Annika Tretow (1919–1979). Makarna Tretow är begravna på Sandsborgskyrkogården i Stockholm.

### Fotnoter
1. ↑  Sveriges Dödbok 1901–2009, CD-ROM, Version 5.00, Sveriges Släktforskarförbund (2010).
2. ↑  Toronto star weekly (14 Jan 1922). "Work on diabetes shows progress against disease". University of Toronto Libraries.
3. ↑  ”Tretow, Erik och Tretow, Agnes”. SvenskaGravar.se. https://www.svenskagravar.se/search?ShowFilters=False&Query=Erik+Tretow+1948&ParishId=&GraveNumber=&BirthDate=&DeathDate=&BurialDate=&OrderByDesc=False&OrderBy=. Läst 17 februari 2023.